# Lympne Castle
Lympne Castle er et middelalderslot ved landsbyen Lympne i Kent, nord for Romney Marsh.
I dag benyttes slottet primært til firmaarrangementer og bryllupper og er ikke åbent for offentligheden. 
Lympne Castle siges at være hjemsøgt. Det har tiltrukket adskillige medier og spøgelsesjægere.
I september 1978 optog bandet Wings dele af deres album Back to the Egg på slottet. Det blev udsendt i 1979.